# القنطرية (مرسية)
القنطرية (بالإسبانية: Alcantarilla ألكانتيريا)‏ هي بلدية تقع في منطقة مرسية جنوب شرق إسبانيا.

## الديموغرافيا
بلغ عدد سكان بلدية القنطرية 41.568 نسمة عام 2011 (وفقًا للمعهد الوطني الإسباني للإحصاء).
| 32.872 | 32.982 | 34.997 | 37.439 | 39.636 | 41.084 | 41.568 |

## أعلام
- خواكين باستور

## وصلات خارجية
- (بالإسبانية) الموقع الرسمي لبلدية القنطرية